# منتخب سيراليون تحت 17 سنة لكرة القدم
منتخب سيراليون تحت 17 سنة لكرة القدم (بالإنجليزية: Sierra Leone national under-17 football team)‏ هو ممثل سيراليون الرسمي في المنافسات الدولية في كرة القدم في فئة كرة قدم تحت 17 سنة للرجال، يديريه اتحاد سيراليون لكرة القدم.